# چیگی ویگی
چیگی ویگی یک ترانه تبلیغاتی برای فیلم هندی آبی است که توسط ای. آر. رحمان ساخته و کایلی مینوگ به همراهی سونو نیگام آن را خواند. صدای زمینه نیز توسط سوزان دی ملو خوانده شد.
این ترانه در جدول موسیقی هند به رتبه ۱ رسید و کایلی مینوگ را به اولین خواننده بین‌المللی که توانسته در جدول موسیقی هند به رتبه اول دست یابد تبدیل کرد.